# Condado de Dickenson
El condado de Dickenson (en inglés: Dickenson County) es un condado en el estado estadounidense de Virginia. En el censo de 2000 el condado tenía una población de 16.395 habitantes. La sede de condado es Clintwood. El condado fue formado en 1880 a partir de porciones de los condados de Buchanan, Russell y Wise. Fue nombrado en honor a William J. Dickenson, un delegado del condado de Russell en la Asamblea General de Virginia.

## Geografía
Según la Oficina del Censo, el condado tiene un área total de 864 km² (334 sq mi), de la cual 859 km² (332 sq mi) es tierra y 5 km² (2 sq mi) (0,57%) es agua.

### Condados adyacentes
- Condado de Buchanan (noreste)
- Condado de Russell (sureste)
- Condado de Wise (suroeste)
- Condado de Pike, Kentucky (noroeste)

### Áreas protegidas nacionales
- George Washington and Jefferson National Forests

## Demografía
En el censo de 2000, hubo 16.395 personas, 6.732 hogares y 4.887 familias residiendo en el condado. La densidad poblacional era de 49 personas por milla cuadrada (19/km²). En el 2000 había 7.684 unidades unifamiliares en una densidad de 23 por milla cuadrada (9/km²). La demografía del condado era de 98,96% blancos, 0,35% afroamericanos, 0,12% amerindios, 0,07% asiáticos, 0,05% de otras razas y 0,45% de dos o más razas. 0,43% de la población era de origen hispano o latino de cualquier raza. 
La renta promedio para un hogar del condado era de $23.431 y el ingreso promedio para una familia era de $27.986. En 2000 los hombres tenían un ingreso medio de $27.281 versus $17.695 para las mujeres. La renta per cápita para el condado era de $12.822 y el 21,30% de la población estaba bajo el umbral de pobreza nacional.

## Ciudades y pueblos
- Breaks
- Clinchco
- Clintwood
- Haysi
- Nora